# Staffan Larsson (längdåkare)
Bogg Erik Staffan Larsson, född 10 februari 1970, är en svensk före detta längdskidåkare som tävlade för IFK Mora. 
Larsson tävlade på elitnivå mellan 1992 och 2005. Han deltog flera gånger i Vasaloppet och blev 1998 tvåa efter Peter Göransson, men tog revansch året efter då han stod som slutsegrare.
Anmärkningsvärt är också Larssons deltagande i Vasaloppet 1994. Larsson hade inför säsongen skadat knät och kunde därför inte diagonalåka men gjorde ändå ett imponerande lopp, stakade sig igenom hela loppet med en reservstav på ryggen, plockade hem spurtpris och slutade på femte plats. Samma år var han  kransmas på tjejvasan.
1995 ingick han även i det IFK Mora-lag som blev svenska stafettmästare.